# Завади (гміна Жечиця)
Завади (пол. Zawady) — село в Польщі, у гміні Жечиця Томашовського повіту Лодзинського воєводства.
Населення — 115 осіб (2011).
У 1975-1998 роках село належало до Пйотрковського воєводства.

## Демографія
Демографічна структура станом на 31 березня 2011 року:
|          | Загалом | Допрацездатний вік | Працездатний вік | Постпрацездатний вік |
| -------- | ------- | ------------------ | ---------------- | -------------------- |
| Чоловіки | 60      | 7                  | 44               | 9                    |
| Жінки    | 55      | 14                 | 31               | 10                   |
| Разом    | 115     | 21                 | 75               | 19                   |